# Giambattista Diquattro

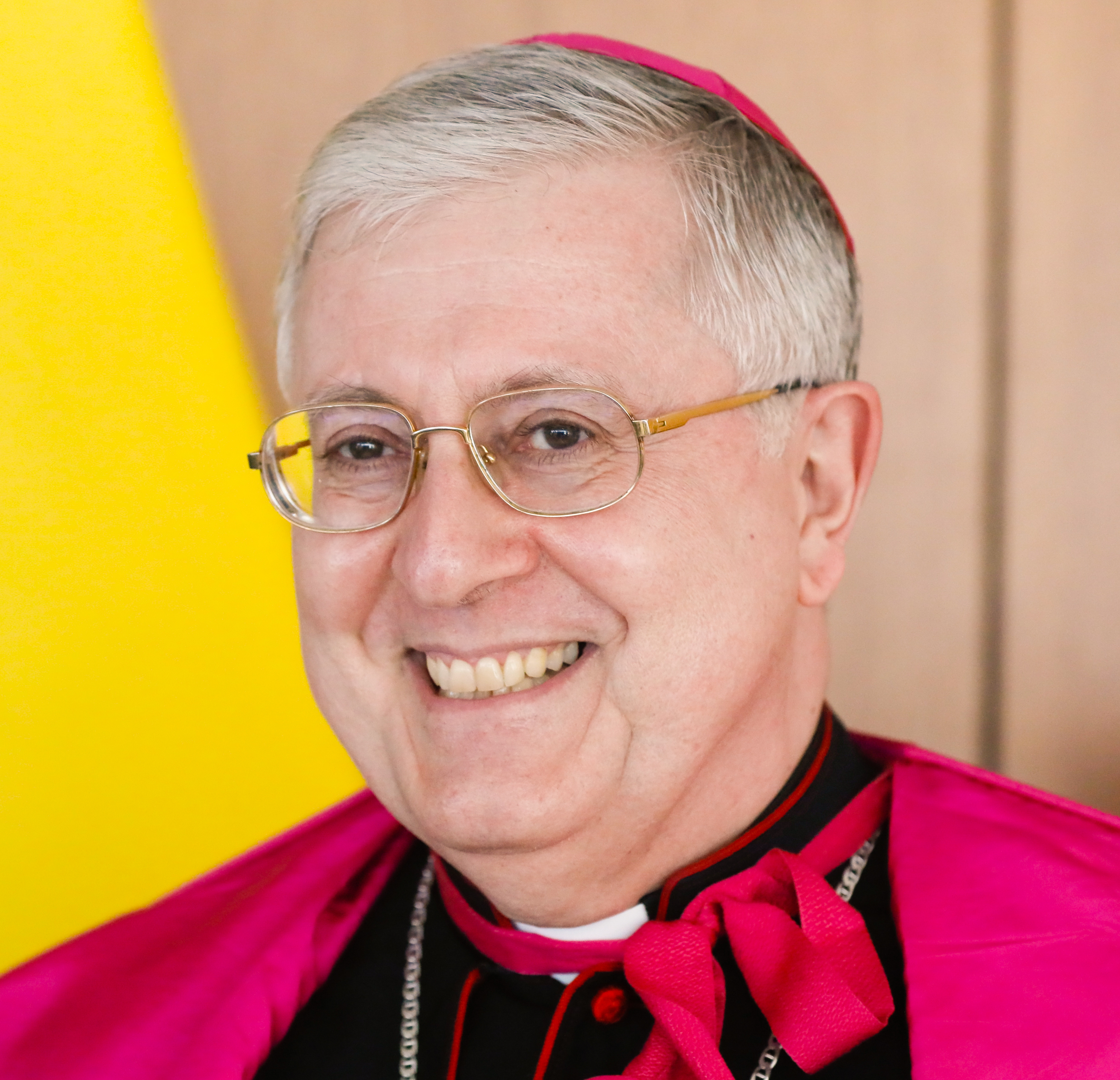
Giambattista Diquattro (2021)

Wappen von Erzbischof Giambattista Diquattro

Giambattista Diquattro (* 18. März 1954 in Bologna, Italien) ist ein italienischer Geistlicher, römisch-katholischer Erzbischof und Diplomat des Heiligen Stuhls.

## Leben
Giambattista Diquattro empfing am 24. August 1981 durch den Bischof von Ragusa, Angelo Rizzo, das Sakrament der Priesterweihe. Er wurde an der Universität Catania in Zivilrecht und an der Päpstlichen Lateranuniversität in Kirchenrecht promoviert; zudem hat er ein Lizenziat in Dogmatischer Theologie der Päpstlichen Universität Gregoriana.
Am 1. Mai 1985 trat Giambattista Diquattro in den diplomatischen Dienst des Heiligen Stuhls ein. Er war in den Apostolischen Nuntiaturen in der Zentralafrikanischen Republik und in Italien sowie  bei der Ständigen Vertretung des Heiligen Stuhls bei den Vereinten Nationen in New York City tätig. Am 12. Mai 1987 verlieh ihm Papst Johannes Paul II. den Ehrentitel Kaplan Seiner Heiligkeit (Monsignore). Später war Giambattista Diquattro im Staatssekretariat des Heiligen Stuhls eingesetzt.
Am 2. April 2005 ernannte ihn Papst Johannes Paul II. zum Titularerzbischof von Giru Mons und bestellte ihn zum Apostolischen Nuntius in Panama. Die Bischofsweihe spendete ihm Kardinalstaatssekretär Angelo Sodano am 4. Juni desselben Jahres; Mitkonsekratoren waren der Apostolische Nuntius in Italien und San Marino, Erzbischof Paolo Romeo, und der Bischof von Ragusa, Paolo Urso. Diquattro war der letzte Nuntius und der letzte italienische Kirchenmann, dem während des Pontifikats von Johannes Paul II. die Bischofswürde verliehen wurde.
Am 21. November 2008 ernannte ihn Papst Benedikt XVI. zum Apostolischen Nuntius in Bolivien.
Am 21. Januar 2017 ernannte ihn Papst Franziskus zum Apostolischen Nuntius in Indien und Nepal. Am 29. August 2020 wurde er zum Apostolischen Nuntius in Brasilien ernannt.